# Élections fédérales canadiennes de 2021 au Manitoba
Les élections fédérales canadiennes de 2021 au Manitoba ont lieu le 20 septembre 2021, comme dans le reste du Canada. La province est représentée par 14 députés à la Chambre des communes, soit le même nombre que lors des élections fédérales canadiennes de 2019 au Manitoba.

## Résultats généraux

### Suffrages
| Partis                   | Partis                                              | Votes   | %     | +/-  | Sièges | +/-           |
| ------------------------ | --------------------------------------------------- | ------- | ----- | ---- | ------ | ------------- |
|                          | Parti conservateur                                  | 224 168 | 39,16 | 6,29 | 7      | en stagnation |
|                          | Parti libéral                                       | 159 498 | 27,86 | 1,56 | 4      | en stagnation |
|                          | Nouveau Parti démocratique                          | 131 830 | 23,03 | 2,29 | 3      | en stagnation |
|                          | Parti populaire                                     | 43 603  | 7,62  | 5,9  | 0      | en stagnation |
|                          | Parti vert                                          | 9 518   | 1,66  | 3,46 | 0      | en stagnation |
|                          | Indépendants                                        | 1 653   | 0,29  | 0,1  | 0      | en stagnation |
|                          | Héritage Chrétien                                   | 712     | 0,12  | 0,34 | 0      | en stagnation |
|                          | Parti Maverick (en)                                 | 407     | 0,07  | Nv   | 0      | Nv            |
|                          | Libertarien                                         | 373     | 0,07  |      | 0      |               |
|                          | Communiste                                          | 343     | 0,06  | 0,04 | 0      | en stagnation |
|                          | Protection des animaux                              | 214     | 0,04  |      | 0      | en stagnation |
|                          | Parti rhinocéros (Rhino)                            | 80      | 0,01  |      | 0      | en stagnation |
|                          | Parti de la coalition des anciens combattants (CAC) | 16      | 0     |      | 0      | en stagnation |
|                          |                                                     |         |       |      |        |               |
| Suffrages exprimés       | Suffrages exprimés                                  | 572 415 |       |      |        |               |
| Votes blancs ou nuls     |                                                     |         |       |      |        |               |
| Total                    | Total                                               |         | 100   | -    | 14     | en stagnation |
| Abstention               |                                                     |         |       |      |        |               |
| Inscrits / participation | Inscrits / participation                            | 924 260 |       |      |        |               |

### Élus
| Circonscriptions                            | Député sortant | Député sortant  | Député gagnant  | Député gagnant  |
| ------------------------------------------- | -------------- | --------------- | --------------- | --------------- |
| Brandon—Souris                              |                | Larry Maguire   | Larry Maguire   | Larry Maguire   |
| Charleswood—St. James—Assiniboia—Headingley |                | Marty Morantz   | Marty Morantz   | Marty Morantz   |
| Churchill—Keewatinook Aski                  |                | Niki Ashton     | Niki Ashton     | Niki Ashton     |
| Dauphin—Swan River—Neepawa                  |                | Dan Mazier      | Dan Mazier      | Dan Mazier      |
| Elmwood—Transcona                           |                | Daniel Blaikie  | Daniel Blaikie  | Daniel Blaikie  |
| Kildonan—St. Paul                           |                | Raquel Dancho   | Raquel Dancho   | Raquel Dancho   |
| Portage—Lisgar                              |                | Candice Bergen  | Candice Bergen  | Candice Bergen  |
| Provencher                                  |                | Ted Falk        | Ted Falk        | Ted Falk        |
| Saint-Boniface—Saint-Vital                  |                | Dan Vandal      | Dan Vandal      | Dan Vandal      |
| Selkirk—Interlake—Eastman                   |                | James Bezan     | James Bezan     | James Bezan     |
| Winnipeg-Centre                             |                | Leah Gazan      | Leah Gazan      | Leah Gazan      |
| Winnipeg-Centre-Sud                         |                | Jim Carr        | Jim Carr        | Jim Carr        |
| Winnipeg-Nord                               |                | Kevin Lamoureux | Kevin Lamoureux | Kevin Lamoureux |
| Winnipeg-Sud                                |                | Terry Duguid    |                 |                 |